# Sylvain Plasschaert
Sylvain R.F. Plasschaert (13 mei 1929) is een Belgisch econoom en emeritus hoogleraar aan de Universitaire Faculteiten Sint-Ignatius Antwerpen en de Katholieke Universiteit Leuven.

## Biografie
Sylvain Plasschaert studeerde wijsbegeerte, rechten en economische wetenschappen aan de Katholieke Universiteit Leuven en de Harvard Law School in de Verenigde Staten. Van 1961 tot 1965 werkte hij als fiscaal econoom voor de Wereldbank en van 1965 tot 1971 als manager voor de Bank van Brussel in Brussel en Antwerpen. Van 1971 tot 1994 was hij voltijds hoogleraar aan de Universitaire Faculteiten Sint-Ignatius Antwerpen (Ufsia) en van 1965 tot 1999 deeltijds hoogleraar aan de KU Leuven. Hij doceerde ook aan het College voor Ontwikkelingslanden van het Rijksuniversitair Centrum Antwerpen. Plasschaert was gespecialiseerd in ontwikkelingseconomie en was in 1985 een van de eerste Europeanen die in China lesgaf over financiën.
Voor het EU-onderzoeksproject Govecor (2001-2004) schreef hij de nationale rapporten voor België.
Plasschaert was lid van de Coudenberggroep, een federalistische denktank, en is adviserend bestuurslid van de denktank European Institute for Asian Studies (EIAS) in Brussel. Hij is auteur van verschillende boeken over China.

## Selecte bibliografie
- Wie is bang van China? Geschiedenis, economie, toekomst, Leuven, Davidsfonds, 2001.
- China, inzicht in zijn doorbraak, Leuven, Davidsfonds, 2007.
- België in alle staten, Garant, 2009.

- Gemeinsame Normdatei: 170096122
- International Standard Name Identifier: 0000 0001 1657 498X
- Library of Congress Control Number: n87809200
- Nationale Bibliotheek van Israël: 987007448457605171
- Nederlandse Thesaurus van Auteursnamen: 069253501
- Système universitaire de documentation: 081323719
- Virtual International Authority File: 63063514
- WorldCat: E39PBJyGYRkpgTr4HxhYh3hvHC